# Bèlgida
Bèlgida és un municipi de la País Valencià situat a la comarca de la Vall d'Albaida.

## Geografia
La vila està situada a la part plana del terme, al costat de la carretera Albaida-Gandia, i s'emplaça al vessant septentrional de la serra de Benicadell, on la superfície del terme és plana en el sector nord i muntanyosa en la falca que forma pels vessants de Benicadell. Les altures principals són: Alt de la Font Freda (754 m), Alt Cremat (894 m) i Alt Redó (994 m). Creua el terme de sud a nord el riu de la Mata, al qual afluïxen els barrancs de Bèlgida o del Molí i el de Redaguanya, tributant les seues aigües al riu de Micena. Dins el terme hi ha les fonts del Grapat, Baix i Freda.
El clima és temperat i les pluges les provoquen els vents de llevant, sent l'època de pluges més fortes durant els mesos de novembre a gener.
Des de València, s'accedix a Bèlgida a través de la A-7 per a enllaçar amb la N-340 i després amb la CV-667.
El terme municipal de Bèlgida limita amb les següents localitats:
Bufali, Carrícola, Montaverner, Otos, El Palomar, Pobla del Duc i Muro d'Alcoi.

## Història
En el seu terme s'han trobat abundants jaciments prehistòrics (eneolítics) que han proporcionat troballes de les cultura ibèrica i romana. El seu origen resulta, encara, de dubtosa determinació, si bé sembla probable que la seua fundació fóra ibèrica.
El 1250, Jaume I la incorporà a l'espai dominat pels cristians, permetent la pervivència dels àrabs que l'habitaven. Des del segle xiv va formar part de la baronia, que amb el mateix nom va pertànyer a la casa nobiliària dels Bellvís, sobre la qual van exercir la jurisdicció civil i criminal, així com el domini territorial que fou notablement augmentat després de l'expulsió, el 1609, de la població morisca.
El seu lloc fou ocupat pels 65 nous pobladors cristians que acceptaren la carta pobla de 1611.

## Demografia
En l'actualitat (2014) té 694 habitants de gentilici belgidans. El 86,43% dels habitants declararen en el cens de 2001 saber parlar valencià.
| Evolució demogràfica de Bèlgida Padró d'habitants | Evolució demogràfica de Bèlgida Padró d'habitants | Evolució demogràfica de Bèlgida Padró d'habitants | Evolució demogràfica de Bèlgida Padró d'habitants | Evolució demogràfica de Bèlgida Padró d'habitants | Evolució demogràfica de Bèlgida Padró d'habitants | Evolució demogràfica de Bèlgida Padró d'habitants | Evolució demogràfica de Bèlgida Padró d'habitants | Evolució demogràfica de Bèlgida Padró d'habitants | Evolució demogràfica de Bèlgida Padró d'habitants | Evolució demogràfica de Bèlgida Padró d'habitants | Evolució demogràfica de Bèlgida Padró d'habitants | Evolució demogràfica de Bèlgida Padró d'habitants | Evolució demogràfica de Bèlgida Padró d'habitants | Evolució demogràfica de Bèlgida Padró d'habitants | Evolució demogràfica de Bèlgida Padró d'habitants | Evolució demogràfica de Bèlgida Padró d'habitants | Evolució demogràfica de Bèlgida Padró d'habitants | Evolució demogràfica de Bèlgida Padró d'habitants | Evolució demogràfica de Bèlgida Padró d'habitants |
| Any                                               | 1842                                              | 1877                                              | 1887                                              | 1900                                              | 1910                                              | 1920                                              | 1930                                              | 1940                                              | 1950                                              | 1960                                              | 1970                                              | 1981                                              | 1991                                              | 1996                                              | 2001                                              | 2006                                              | 2010                                              | 2014                                              |                                                   |
| ------------------------------------------------- | ------------------------------------------------- | ------------------------------------------------- | ------------------------------------------------- | ------------------------------------------------- | ------------------------------------------------- | ------------------------------------------------- | ------------------------------------------------- | ------------------------------------------------- | ------------------------------------------------- | ------------------------------------------------- | ------------------------------------------------- | ------------------------------------------------- | ------------------------------------------------- | ------------------------------------------------- | ------------------------------------------------- | ------------------------------------------------- | ------------------------------------------------- | ------------------------------------------------- | ------------------------------------------------- |
| Población                                         | 1.042                                             | 1.119                                             | 1.073                                             | 1.052                                             | 984                                               | 995                                               | 914                                               | 810                                               | 854                                               | 786                                               | 736                                               | 697                                               | 679                                               | 677                                               | 709                                               | 708                                               | 728                                               | 694                                               |                                                   |

## Política i govern

### Composició de la Corporació Municipal
El Ple de l'Ajuntament està format per 7 regidors. En les eleccions municipals de 26 de maig de 2019 foren elegits 6 regidors del Partit Socialista del País Valencià (PSPV-PSOE) i 1 del Partit Popular (PP).
| Eleccions municipals de 26 de maig de 2019 - Bèlgida                                                                             |                                          |                                     |                                     |      |          |          |
| Candidatura | Candidatura                              | Candidatura                         | Cap de llista                       | Vots | Vots     | Regidors |
| | Partit Socialista del País Valencià-PSOE |                                     | Diego Ibáñez Estarelles             | 355  | 79,60%   | 6 (+1)   |
| | Partit Popular                           |                                     | Andrea Adsuara Sospedra             | 78   | 17,49%   | 1 (-1)   |
| | Vots en blanc                            |                                     |                                     | 13   | 2,91%    |          |
| Total vots vàlids i regidors | Total vots vàlids i regidors             | Total vots vàlids i regidors        | Total vots vàlids i regidors        | 446  | 100 %    | 7        |
| | Vots nuls                                | Vots nuls                           | Vots nuls                           | 22   | 4,70%    |          |
| Participació (vots vàlids més nuls)                                                                                              | Participació (vots vàlids més nuls)      | Participació (vots vàlids més nuls) | Participació (vots vàlids més nuls) | 468  | 85,71%** |          |
| Abstenció | Abstenció                                | Abstenció                           | Abstenció                           | 78*  | 14,29%** |          |
| Total cens electoral | Total cens electoral                     | Total cens electoral                | Total cens electoral                | 546* | 100 %**  |          |
| Alcalde: Diego Ibáñez Estarelles (PSPV) (15/06/2019) Per majoria absoluta dels vots dels regidors (5 vots de PSPV)               |                                          |                                     |                                     |      |          |          |
| Fonts: JEC, JEZ Ontinyent, M. Interior, Periòdic Ara. (* No són vots sinó electors. ** Percentatge respecte del cens electoral.) |                                          |                                     |                                     |      |          |          |

### Alcaldia
Des de 2011 l'alcalde de Bèlgida és Diego Ibáñez Estarelles, del Partit Socialista del País Valencià (PSPV-PSOE).
| Període                       | Alcalde o alcaldessa      | Partit polític | Data de possessió | Observacions |
| ----------------------------- | ------------------------- | -------------- | ----------------- | ------------ |
| 1979–1983                     | Leonardo Sevadilla Giner  | AEB            | 19/04/1979        | --           |
| 1983–1987                     | Antonio Soler Tomás       | CI             | 28/05/1983        | --           |
| 1987–1991                     | Juan Bautista Martí Tormo | PSPV-PSOE      | 30/06/1987        | --           |
| 1991–1995                     | Juan Bautista Martí Tormo | PSPV-PSOE      | 15/06/1991        | --           |
| 1995–1999                     | Enrique Ferri Boix        | PSPV-PSOE      | 17/06/1995        | --           |
| 1999–2003                     | Enrique Ferri Boix        | PSPV-PSOE      | 03/07/1999        | --           |
| 2003–2007                     | Carolina Alfonso Boix     | PP             | 14/06/2003        | --           |
| 2007–2011                     | Carolina Alfonso Boix     | PP             | 16/06/2007        | --           |
| 2011–2015                     | Diego Ibáñez Estarelles   | PSPV-PSOE      | 11/06/2011        | --           |
| 2015–2019                     | Diego Ibáñez Estarelles   | PSPV-PSOE      | 13/06/2015        | --           |
| 2019-2023                     | Diego Ibáñez Estarelles   | PSPV-PSOE      | 15/06/2019        | --           |
| Des de 2023                   | n/d                       | n/d            | 17/06/2023        | --           |
| Fonts: Generalitat Valenciana |                           |                |                   |              |

## Economia
Antigament predominaven els conreus de secà: raïm de taula, oliveres i garrofers. En l'actualitat predominen els cultius del taronger i del caqui, cultius de regadiu. L'activitat industrial es deriva de l'agricultura: molins d'oli, cellers vinícoles i fabricació d'insecticides. La seua economia és essencialment agrícola.

## Edificis d'interès
Al seu terme, de 17,4 km², hi ha la Font Freda i quant al seu patrimoni:
- Església de Sant Llorenç: Es troba decorada amb llenços de Jerónimo Jacinto Espinosa i Pedro de Orrente. Amb frescs dels segles xvi i xvii.
- Ermita de Sant Antoni Abat
- Ermita del Calvari.
- Castell: d'origen àrab; només resten els basaments.
- Mas de Suagres.

## Festes
- Festes patronals. El 8 d'agost mengen la tradicional Paella; el dia 9 és "la Vesprada de Festes"; el 10 d'agost se celebren festes en honor de Sant Llorenç, patró de Bèlgida, l'endemà, 11 d'agost, la festivitat és dedicada a la Santíssima Trinitat i el tercer dia de festa és el dedicat al Santíssim Ecce Homo de Bèlgida.
- Festa de Sant Ramon Nonat. Dues setmanes abans del dimecres de Cendra es realitza la festa a Sant Ramon Nonat, seguint la tradició de finals del segle xix de fer festa a Sant Ramon per haver salvat el poble de l'epidèmia del còlera.
- Carnestoltes. En la setmana precedent a la quaresma se celebra el Carnestoltes, organitzat pels quintos del poble. Els actes més populars de les festes són les disfresses dels xiquets d'escola, la tradicional "Gran Dansa", "l'enfarinà" de dissabte després de la paella i les disfresses de la nit del dissabte al voltant de la font a la plaça de l'Ajuntament.

## Personatges destacats
- Marià Jornet i Perales (1869-1953), militar i arqueòleg, la seua col·lecció es troba actualment al Museu de Prehistòria de València.